# گمینا روزدراژو
گمینا روزدراژو (به لهستانی:  Gmina Rozdrażew) یک گمینا در لهستان است که در شهرستان کروتوشن واقع شده‌است. گمینا روزدراژو ۷۹٫۴۷ کیلومتر مربع مساحت و ۵٬۱۵۵ نفر جمعیت دارد.